# سكوت مونينجير
سكوت مونينجير (بالإنجليزية: Scott Moninger)‏ مواليد 20 أكتوبر 1966 في أتلانتا، جورجيا، الولايات المتحدة، كان دراج أمريكي سابق في صنف سباق الدراجات على الطريق. سبق أن شارك في دورة الألعاب الأولمبية الصيفية.

## الميداليات
| الميدالية | المسابقة                       |
| --------- | ------------------------------ |
| برونزية   | الألعاب الأولمبية الصيفية 1992 |

## روابط خارجية
- سكوت مونينجير على موقع الاتحاد الدولي للدراجات (الإنجليزية)
- سكوت مونينجير على موقع أرشيف الدراجات (الإنجليزية)
- سكوت مونينجير على موقع إحصائيات الدراجات الإحترافية (الإنجليزية)
- سكوت مونينجير على موقع نسبة الدراجات (الإنجليزية)